# كوميكو أوكاموتو
كوميكو أوكاموتو (باليابانية: 岡本久美子؛ بالكانا: おかもと くみこ) هي لاعب كرة مضرب يابانية، ولدت في 19 فبراير 1965 في أوساكا في اليابان.

## وصلات خارجية
- كوميكو أوكاموتو على موقع رابطة محترفات التنس (الإنجليزية)
- كوميكو أوكاموتو على موقع الاتحاد الدولي لكرة المضرب (الإنجليزية)
- كوميكو أوكاموتو على موقع كأس بيلي جين كينغ (الإنجليزية)
- كوميكو أوكاموتو على موقع خلاصة التنس.كوم (الإنجليزية)
- كوميكو أوكاموتو على موقع أوليمبيديا (الإنجليزية)